# Мерцдорф
Мерцдорф (њем. Merzdorf) општина је у њемачкој савезној држави Бранденбург. Једно је од 33 општинска средишта округа Елбе-Елстер. Према процјени из 2010. у општини је живјело 935 становника. Посједује регионалну шифру (AGS) 12062336.

## Географски и демографски подаци
Мерцдорф се налази у савезној држави Бранденбург у округу Елбе-Елстер. Општина се налази на надморској висини од 100 метара. Површина општине износи 12,7 km². У самом мјесту је, према процјени из 2010. године, живјело 935 становника. Просјечна густина становништва износи 74 становника/km².